# NGC 5392
NGC 5392 is een spiraalvormig sterrenstelsel in het sterrenbeeld Maagd. Het hemelobject werd op 15 april 1787 ontdekt door de Duits-Britse astronoom William Herschel.

## Synoniemen
- MCG 0-36-5
- ZWG 18.13
- PGC 49792